# Sväljarfiskar
Sväljarfiskar (Chiasmodontidae) är en familj i ordningen abborrartade fiskar som förekommer i djuphavet över hela världen.

## Beskrivning
Individerna når en kroppslängd mellan 3 och 26 cm. De har särskilt bra förmåga att utvidga sin mun och sin mage. Därför kan de svälja byten som är större än de själva. Arterna i familjen har två från varandra skilda ryggfenor. Den första har 7 till 8 mer eller mindre flexibla fenstrålar och den andra har 18 till 29 mjuka fenstrålar. Hos släktet Pseudoscopelus finns kroppsdelar som producerar ljus. Därför klassificeras släktet ibland som en egen familj, Pseudoscopelidae.

## Systematik
Sväljarfiskar räknas till underordningen fjärsinglika fiskar (Trachinoidei) som troligen är parafyletisk. Enligt nyare undersökningar borde de räknas till de makrillika fiskarna (Scombroidei).
Familjen utgörs av 22 arter fördelade på fyra släkten:
- Chiasmodon Johnson, 1864 - 7 arter
- Dysalotus MacGilchrist, 1905 - 2 arter
- Kali Lloyd, 1909 - 5 arter
- Pseudoscopelus Lütken, 1892 - 8 arter